# Robyn Thorn
Robyn Thorn, née le 26 novembre 1945, est une nageuse australienne.

## Palmarès

### Jeux olympiques d'été
- Jeux olympiques d'été de 1964 de Tokyo
  -  Médaille d'argent sur 4 × 100 m nage libre[1]